# Sala terrena

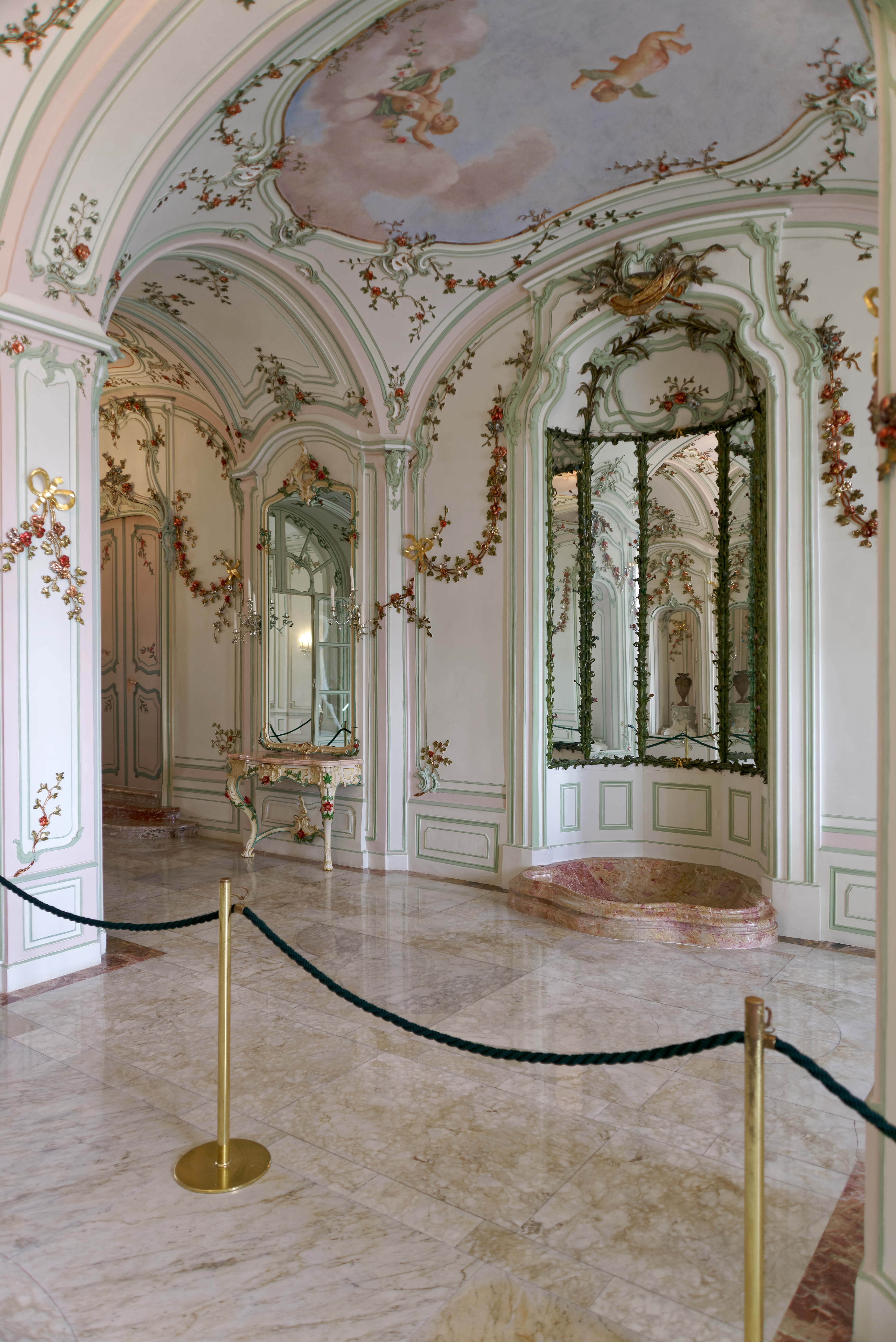
Esterházy-kastély (Fertőd)

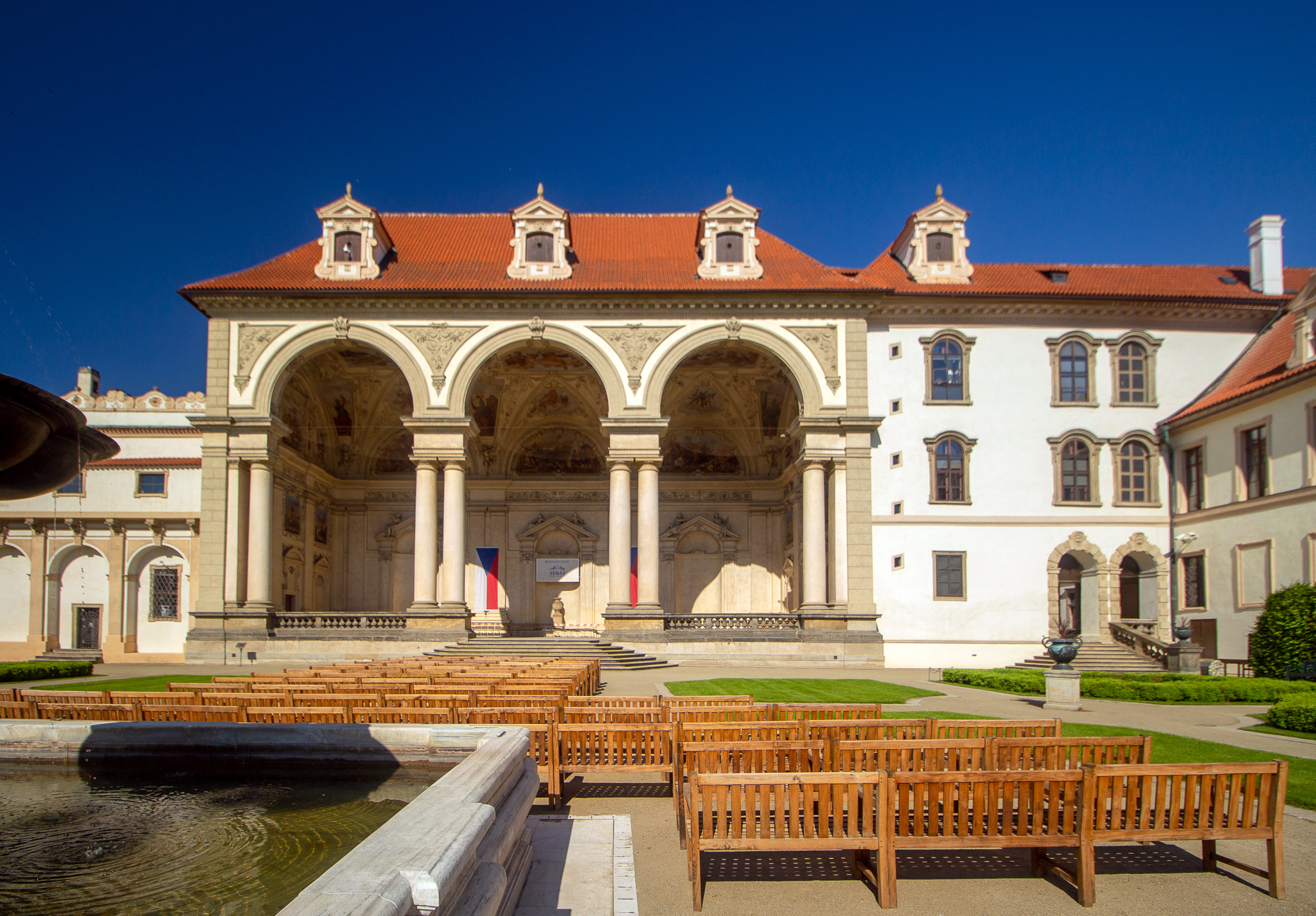
Valdštejn-palota (Kisoldal)

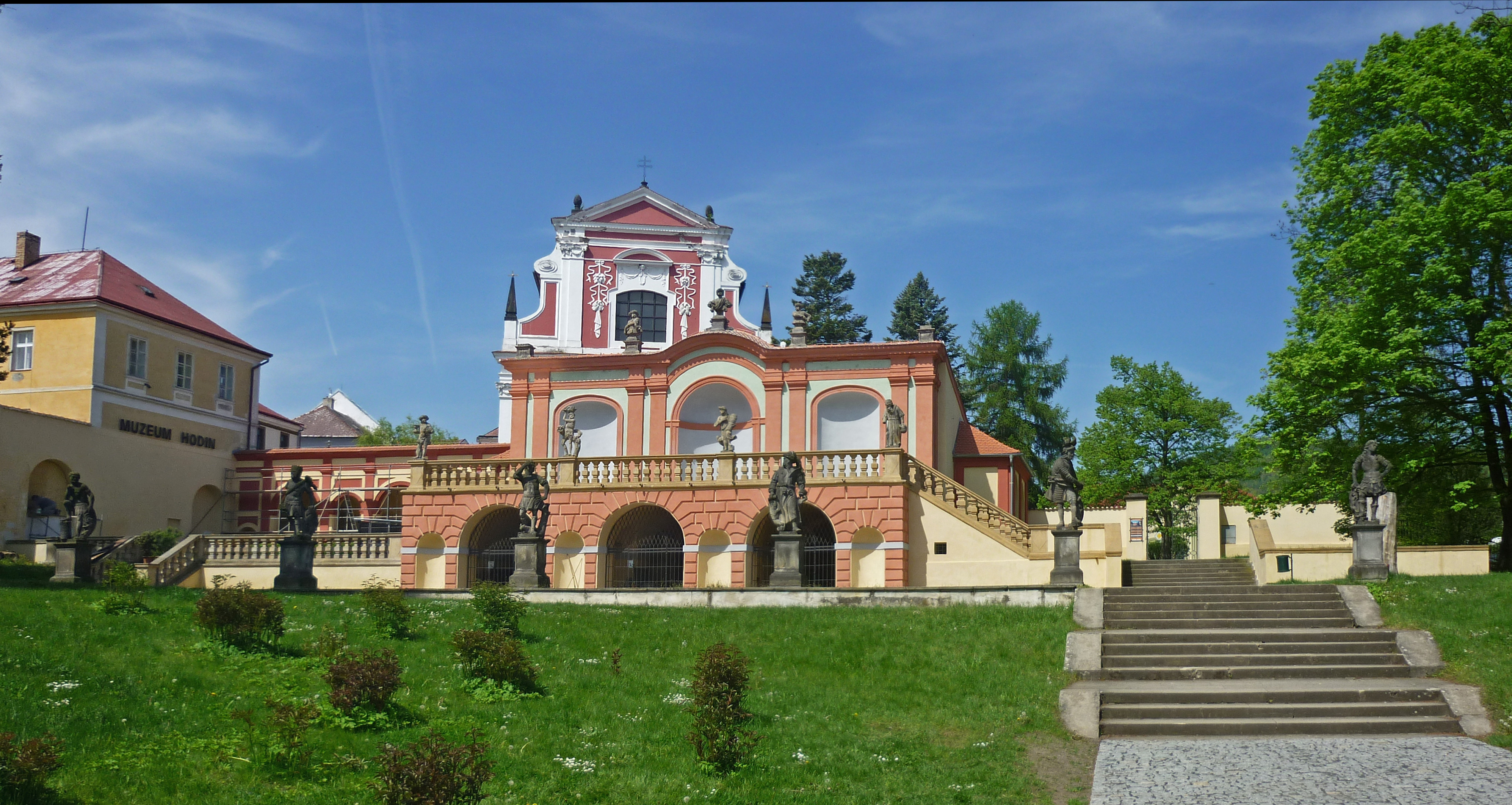
Klášterec nad Ohří

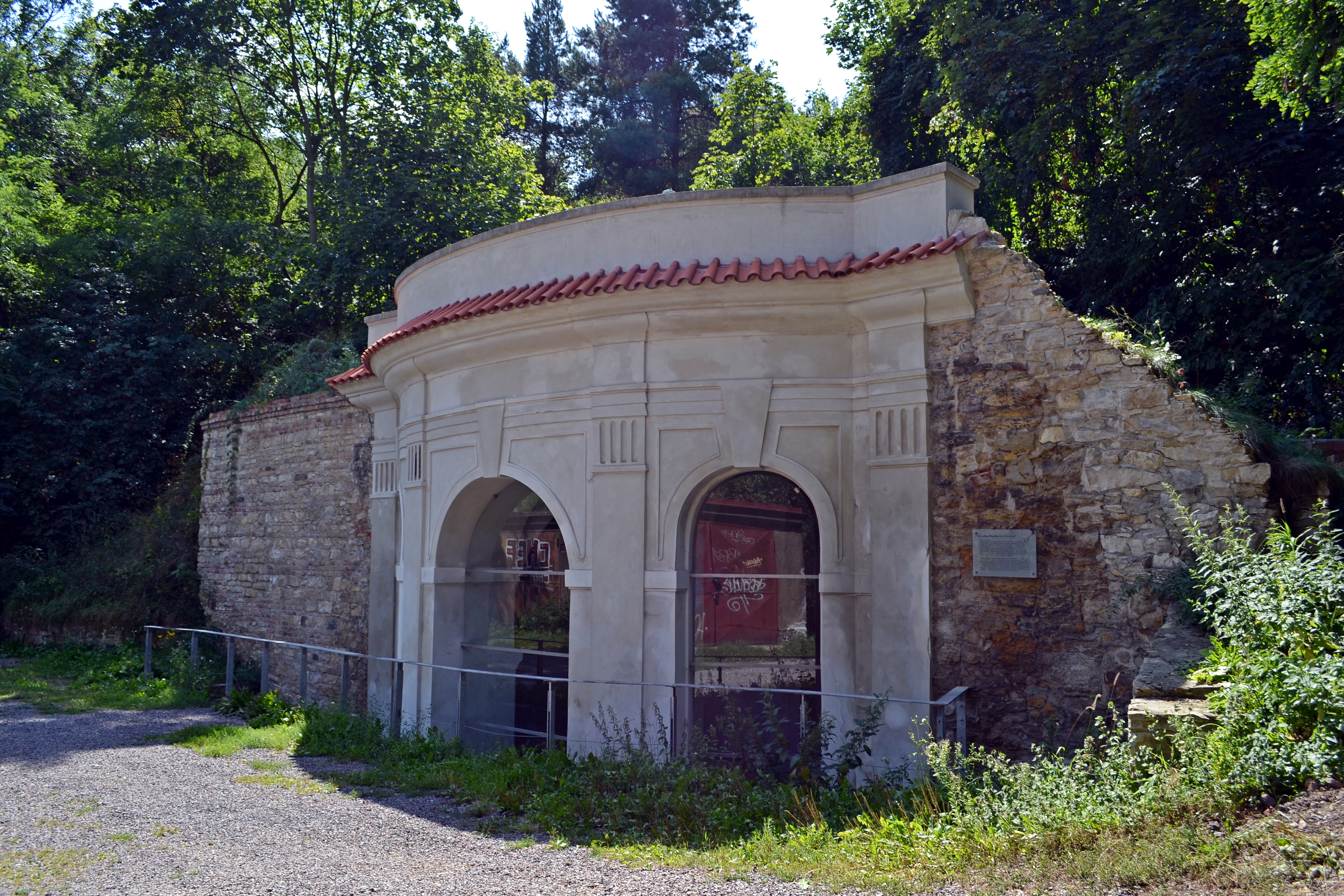
Smíchov, a Popelka-ház sala terrenája

A sala terrena a kastélyépítészet egy sajátos eleme: a kastélyból (ritkábban egyéb építményből) a kertbe vezető csarnok. Estenként egyes kerti pavilonokat is neveznek így. Többséggel
Elfogadott magyar neve nem alakult ki. Egyaránt nevezik:
- kerti hűsölőnek[1]
- földszinti teremnek[2]
- kertre nyíló csarnoknak[3]
- hűsölőteremnek[4]

Ezért a legtöbben az eredeti, olasz eredetű nevet használják.

## A csarnok
Jellemzően tágas és boltíves, a kertre nyíló kapuval (kapukkal) építették. Ugyancsak jellemző a falak és a mennyezet gazdag díszítése (főleg festményekkel és stukkókkal). Sokszor magában a csarnokban is elhelyeztek különféle dísztárgyakat (szobrokat, kitömött állatokat, porcelánfigurákat, falikutakat stb.).
Gyakran ebből nyílt a díszterem, máskor magát a sala terrenát használták díszteremnek. Ugyancsak gyakran ebből nyílt (összenyitható módon) a hangversenyterem, máskor magában a sala terrenában rendeztek koncerteket.

## Érdekesség
1784-ben a szombathelyi püspöki palota sala terrenájában alakította ki Szily János, a szombathelyi egyházmegye püspöke az ország első lapidáriumát.